# Casa davant de l'església (Duesaigües)
La Casa davant de l'església o Cal Vicari és una casa de Duesaigües (Baix Camp) protegida com a Bé Cultural d'Interès Local.

## Descripció
Casa que en origen formava part de l'antic mas que originà el nucli de la vila.
Edifici de planta rectangular, amb una gran portalada d'arc de mig punt adovellat. La planta noble fou transformada amb balcons amb ferro forjat que trenquen l'arc de la portada. Al pis superior hi ha algunes petites obertures d'arc de mig punt que són restes de la galeria alta correguda que hi havia anteriorment.

## Història
A clau de l'arc de l'entrada hi ha la data 1610.